# Simon Marius
Simon Marius (németül Simon Mayr) (1573. január 10. – 1624. december 26.) német csillagász Gunzenhausenben született Nürnberg közelében, de élete nagy részét Ansbachban élte le.
1614-ben jelent meg Mundus Iovialis c. munkája, melyben közli a Jupiter négy holdjának a felfedezését. Ebből prioritási vitába keveredik Galileivel. Galilei és Marius az első megfigyeléseit néhány nap eltéréssel végezte. A négy holdat Galilei Medici csillagoknak nevezte el. A ma használatos neveiket (Io, Europa, Ganymedes és Callisto) Marius javasolta.
Többen Mariust tartják az Androméda-galaxis felfedezőjének, de ő csak az újrafelfedező volt. A perzsa csillagász, Abd al-Rahman al-Sufi 964-ben megjelent munkájában már leírta mint „kis köd”-öt.

## Munkái
- Mundus Iovialis anno MDCIX Detectus Ope Perspicilli Belgici (Die Welt des Jupiter, 1609 mit dem flämischen Teleskop entdeckt; Lateinisches Faksimile und deutsche Übersetzung; Hrsg. und bearb. von Joachim Schlör. Naturwiss. begleitet und mit einem Nachw. vers. von Alois Wilder), 1614
- Zinner, E., "Zur Ehrenrettung des Simon Marius", in: Vierteljahresschrift der Astronomischen Gesellschaft, 77. Jahrgang, 1. Heft, Leipzig 1942
- Bosscha, J., "Simon Marius. Réhabilitation d´un astronome calomnié", in: Archives Nederlandaises des Sciences Exactes et Naturelles, Ser. II, T. XII, S. 258 – 307, 490 – 528, La Haye, 1907